# Sedum villosum
Sedum villosum es una especie de plantas de la familia de las crasuláceas.

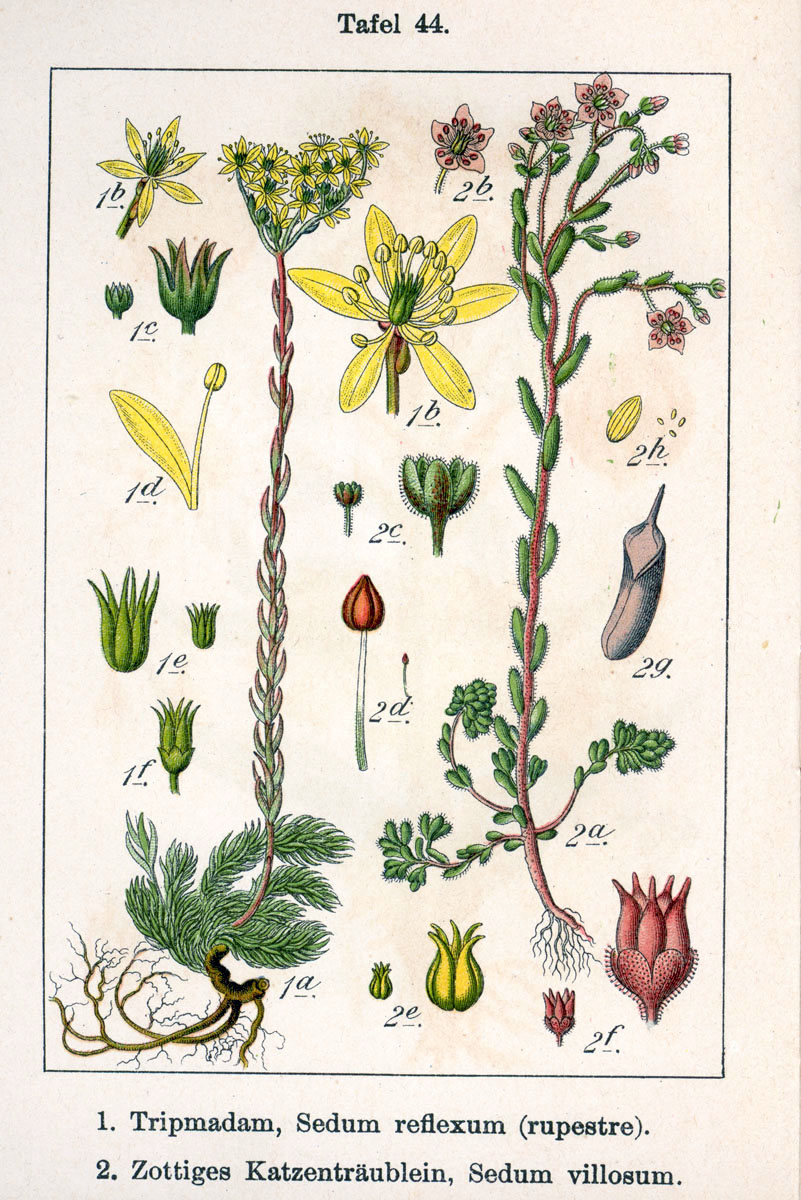
Ilustración

## Descripción
Vermicularia vellosa (Sedum villosum) es una especie  peloso glandular, perenne, de 5-10 cm, de hojas rosas o lila. Tallo erecto, a menudo ramoso desde su base; hojas alternas, oblongo-lineales de 6-12 mm. Flores de aproximadamente 6 mm de diámetro, en una inflorescencia laxa. Pétalos ovados puntiagudos, extensos; sépalos lanceolados romos. Florece en primavera y verano. 

## Hábitat
Habita junto a arroyos, lugares húmedos en las montañas.

## Distribución
En el oeste y centro de Europa.

## Taxonomía
Sedum villosum fue descrita por Carlos Linneo y publicado en Species Plantarum 1: 432. 1753.
Etimología
Ver: Sedum
villosum: epíteto latino que significa "peludo".
Sinonimia
- Hjaltalinia villosa (L.) Á.Löve & D.Löve
- Oreosedum villosum (L.) Grulich
- Oreosedum villosum subsp. glandulosum (Moris) Velayos
- Sedella villosa (L.) Fourr
- Sedum glandulosum Moris
- Sedum insulare Moris
- Sedum pentandrum (DC.) Boreau
- Sedum villosum var. pentandrum DC.[3]